# Sekundärgruppe
Sekundärgruppen sind Gruppen, in denen die meisten Menschen im Laufe ihres Lebens mehr oder weniger freiwillig Mitglied werden, wie zum Beispiel die Kindergartengruppe, Schulklassen, Vereine oder Betriebe. 
Diese Form von Gruppe umfasst meistens, aber nicht notwendigerweise, eine größere Anzahl von Mitgliedern gegenüber der Primärgruppe (vor allem Familie). Das Verhältnis der Mitglieder der Sekundärgruppen ist meistens relativ unpersönlich, oberflächlich und wenig emotional, da sich diese Gruppen eher zum Zweck und zum zielorientierten Handeln zusammengefunden haben, beziehungsweise entsprechend zusammengesetzt wurden. Typisch für Sekundäre Gruppen ist ihre (zunächst) rein rationale Organisation und die Ausrichtung auf spezielle Zielsetzungen. Allerdings kann eine Sekundärgruppe unter bestimmten Voraussetzungen (zum Beispiel Heim) Funktionen und Aufgaben einer Primärgruppe übernehmenden. Insofern ist eine rein funktionale Abgrenzung nicht immer möglich. Die meisten Menschen sind gleichzeitig in mehreren Sekundärgruppen, je nachdem welche Funktion sie mit dieser verknüpfen. Sekundärgruppen sind also zweckorientiert und meist unpersönlicher, als die Primärgruppe. 